# Pilas (Soba)
Pilas es una localidad española del municipio de Soba, perteneciente a la comunidad autónoma de Cantabria.

## Geografía
La localidad se encuentra a 400 m s. n. m. y a 5,5 kilómetros de la capital municipal, Veguilla.

## Historia
Hacia mediados del siglo XIX, el lugar, ya por entonces perteneciente a Soba, tenía contabilizada una población de 210 habitantes. Aparece descrito en el decimotercer volumen del Diccionario geográfico-estadístico-histórico de España y sus posesiones de Ultramar de Pascual Madoz con las siguientes palabras:

PILAS: l. en la prov. y dióc. de Santander, part. jud. de Ramales, aud. terr. y c. g. de Búrgos, ayunt. del valle de Soba: sit. en un barranco á orillas del arroyo llamado Rio-Miquillo; su clima es templado y sano. Tiene 54 casas distribuídas en los barrios de Pilas y Callejas; igl. parr. (San Miguel) servida por un cura de ingreso y presentacion del diocesano; y 3 fuentes de pocas aguas en el verano. Confina con térm. de Fresnedo, Reoyos, Santayana y Revilla. El terreno es de lo mejor del valle, y le fertilizan las aguas del mencionado Rio-Miquillo. prod.: trigo, maiz y pastos; cria ganados y caza de varios animales. ind.: un molino harinero. pobl.: 51 vec., 210 alm. contr.: con el ayunt.
(Madoz, 1849, p. 27)

En 2023, la entidad singular de población tenía empadronados diez habitantes y el núcleo de población, también diez.